# GEM 1000 Junior Computer
GEM GEM 1000 Junior Computer (GEM 1000 Junior Computer / Charlemagne 999) је кућни рачунар фирме GEM који је почео да се производи у Белгији током 1983. године.
Користио је Zilog Z80A микропроцесорску јединицу а RAM меморија рачунара је имала капацитет од 16 kb, прошириво до 64 kb. 
Као оперативни систем кориштен је CP/M са 5,25 инчном диск јединицом.

## Детаљни подаци
Детаљнији подаци о рачунару GEM 1000 Junior Computer су дати у табели испод.
|                       |                                                               |
| [ 1 ]                 |                                                               |
| Произвођач            |                                                               |
| Тип                   | кућни рачунар                                                 |
| Меморија              | 16 , прошириво до 64                                          |
| Поријекло             | Белгија                                                       |
| Година                | 1983                                                          |
| Тастатура             | 50 гумени тастери (плаво за Charlemagne)                      |
| Процесор              |                                                               |
| Фреквенција процесора |                                                               |
| RAM                   | 16 , прошириво до 64                                          |
| ROM                   | 8                                                             |
| Текст                 | 32 x 16                                                       |
| Графика               | 256 x 192                                                     |
| Боја                  | да                                                            |
| Звук                  | AY-3-8910 од фирме General Instruments, 3 канала + бијели шум |
| Димензије             | 270 x 175 x 72                                                |
| Портови               |                                                               |
| Оперативни систем     | са 5,25 инчном диск јединицом                                 |